# یوآن لو بولانژه
یوآن لو بولانژه (فرانسوی: Yoann Le Boulanger‎؛ زادهٔ ۴ نوامبر ۱۹۷۵) دوچرخه‌سوار اهل فرانسه است.
از باشگاه‌هایی که در آن رکاب زده‌است می‌توان به تیم دوچرخه‌سواری کوفیدیس، آر.ای.ژ.تی. سمنس، تیم دوچرخه‌سواری دیرکت انرژی، تیم دوچرخه‌سواری اف‌دی‌جی، و تیم دوچرخه‌سواری اگریتوبل اشاره کرد.